# ما يجعلك جميلة
«ما يجعلك جميلة» (بالإنجليزية: What Makes You Beautiful)‏ هي أغنية من قبل فرقة الفتيان الإنجليزية-الأيرلندية ون دايركشن. كانت أغنيتهم المنفردة الأولي وأغنية منفردة قيادية من ألبومهم الإستوديو الأول، مستيقظين طوال الليل (2011). كُتبت بواسطة سافان كوتيشا والمنتج رامي يعقوب، وتم إصدار الأغنية بواسطة تسجيلات سايكو في 11 سبتمبر 2011. يتميز مسار بوب القوة سريع الإيقاع بجوقة بارزة قائمة علي القيثارة والريف. تتكون القنطرة من عقر أغنية «نا نا نا» بينما يقحم ريف الغيتار المفتوح أغنية ذا مكويس لعام 1965 «تمسك سلوبي».
كانت أغنية «ما يجعلك جميلة» نجاحًا تجاريًا، حيث وصلت إلي المرتبة الأولي في العديد من البلدان. وتم اعتمادها برباعي بلاتين في الولايات المتحدة مع مبيعات 4.8 مليون نسخة اعتباراً من يونيو 2016. وصلت الأغنية المنفردة إلي المرتبة الرابعة علي قائمة بيلبورد هوت 100 بالولايات المتحدة والمرتبة الأولي علي تصنيف المملكة المتحدة للأغاني المنفردة. فازت الأغنية بجائزة بريت لأغنية العام البريطانية المنفردة عام 2012 وقد أُثنت عمومًا من نقاد الموسيقى المعاصرون، والذين سلطوا الضوء علي جاذبية الجمهور المراهق وإحساس البوب. ظهرت لأول مرة في المرتبة الأولي علي تصنيف المملكة المتحدة للأغاني المنفردة بعد إعداد تسجيل طلب مسبق من شركة سوني للترفيه الموسيقي وبيع 153965 نسخة في أسبوعها الأول. تصدرت الأغنية أيضًا القوائم الأيرلندية والاسكتلندية، ووصلت إلي المراكز العشرة الأولي في قوائم الأغاني المنفردة الأسترالية والنيوزيلندية، وأولتراتوب الفلمنكية، وكاناديان هوت 100، واليابان هوت 100.
يصور الفيديو الموسيقي المُصاحب، والذي أخرجه جون أوربانو، فرقة ون دايركشن تقضي وقت علي شاطئ في ماليبو (كاليفورنيا). تم تحميل الفيديو الموسيقي علي موقع يوتيوب في 19 أغسطس 2011 وتراكمت عليه أكثر من 1.0 مليار مرة منذ عرضه لأول مرة. وحصل الكليب علي مجموعة جوائز إم تي في الأغاني المصورة الثلاثة في حفل 2012. أدت فرقة ون دايركشن الأغنية مباشراً في العروض التلفزيونية، وحفلات توزيع الجوائز، وفي أربعة من جولاتهم الموسيقية الرئيسية: جولة مستيقظين طوال الليل (2011–12)، وجولة خذني إلي المنزل (2013)، وجولة أين نحن (2014)، وجولة في الطريق مرة أخري (2015). أدي هاري الأغنية في جولته الفردية في عام 2017. غني فنانون بما في ذلك ذا بيانو غايز أغنية «ما يجعلك جميلة».

## وصلات خارجية
- الفيديو الموسيقي الرسمي على يوتيوب